# Púlpito

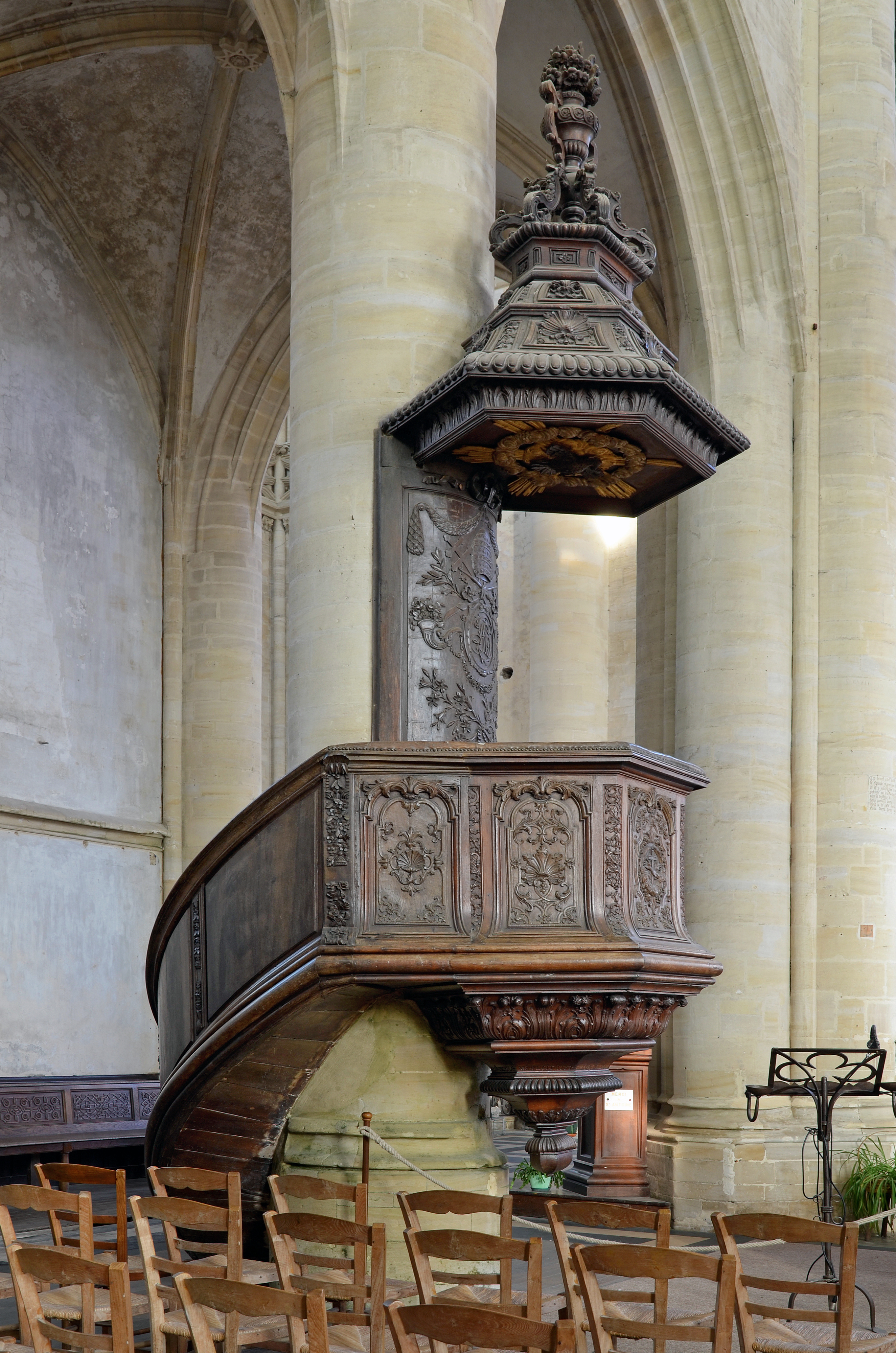
Púlpito da Igreja de São Pedro em Coutances, na França.

Púlpito é uma plataforma elevada utilizada por oradores e leitores em uma igreja ou templo. A origem da palavra é o termo latino "pulpitum", que significa "plataforma" ou "palco".
Em muitas igrejas cristãs, há dois locais específicos para os leitores e oradores na frente do altar-mor. Geralmente, o da esquerda (do ponto de vista dos fieis na nave) é chamado "de púlpito" e como geralmente é dali que se lê o Evangelho durante a missa, é chamado também de "lado do Evangelho". Do outro lado direito está o atril, cuja função principal é servir como suporte para as demais leituras litúrgicas (Antigo Testamento e o Livro de Atos, as Epístolas e o Apocalipse), para chamar os fieis à oração ou para anúncios gerais. Este lado é conhecido, por isto, como "lado das epístolas".
Em algumas igrejas, isto inverte-se: o atril fica à esquerda da congregação e o púlpito, de onde se profere a homilia, à direita, enquanto que o Evangelho é lido do centro do presbitério ou na frente do altar.

## Ambão

### Catolicismo romano
Nas igrejas católicas, a plataforma utilizada para leituras e homilias é chamada de ambão. Apesar deste nome, ele se parece muito mais com o atril do que com o ambão utilizado nos ritos orientais. A Instrução Geral do Missal Romano (IGMR) especificam que:
| “ | 309. A dignidade da palavra de Deus requer que haja na igreja um lugar adequado para a sua proclamação e para o qual, durante a liturgia da palavra, convirja espontaneamente a atenção dos fiéis. Em princípio, este lugar deve ser um ambão estável e não uma simples estante móvel. Tanto quanto a arquitetura da igreja o permita, o ambão dispõe-se de modo que os ministros ordenados e os leitores possam facilmente ser vistos e ouvidos pelos fiéis. Do ambão são proferidas unicamente as leituras, o salmo responsorial e o precônio pascal. Podem também fazer-se do ambão a homilia e proporem-se as intenções da oração universal. A dignidade do ambão exige que só o ministro da palavra suba até ele. Convém que um novo ambão, antes de ser destinado ao uso litúrgico, seja benzido segundo o rito que vem no Ritual Romano. | ” |
|   | — IGMR. |   |

### Rito oriental

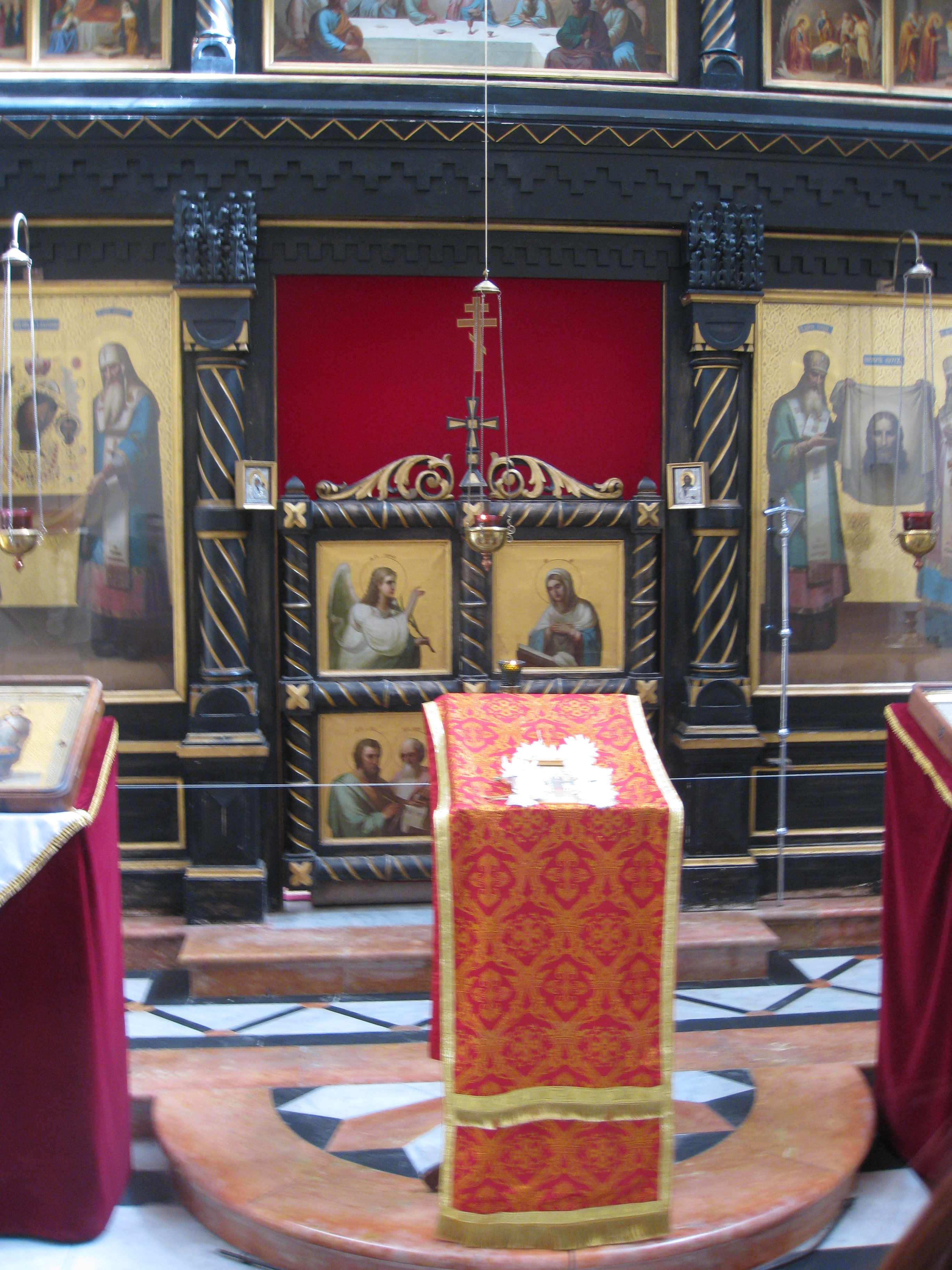
Ambão oriental bem à frente das "Portas Reais" da iconóstase da Igreja Ortodoxa Russa de Jerusalém.

Nas igrejas onde há apenas uma plataforma de leitura na frente da nave servindo tanto como atril quanto como púlpito, o nome correto da plataforma é "ambão". É bastante comum no uso popular, porém, que os ambões sejam, incorretamente, chamados de "púlpito". A palavra é uma derivação do termo grego "ambo", que significa "elevação". Originalmente, era uma plataforma elevada ricamente decorada no meio da nave de onde as epístolas e o Evangelho eram lidos e, ocasionalmente, utilizada como plataforma para ministro proferir a homilia. Ela se ligava ao presbitério por uma passagem elevada chamada "soleas". Nas modernas igrejas orientais, esta forma de ambão é raríssima. Atualmente, a área diretamente à frente da porta da iconóstase, de onde o Evangelho é lido, é que é chamada de ambão e toda a plataforma baixa acima do nível da nave em frente à iconóstase é chamada de soleas. Em igrejas maiores, o ambão pode ser caracterizado por três degraus curvos levando até o nível da nave. Nas catedrais da Igreja Ortodoxa existe geralmente uma plataforma baixa no centro da nave chamada de "ambão episcopal", onde o bispo é encarregado antes da Divina Liturgia e onde ele está entronado até a "Pequena Entrada". Se o bispo está oficiando numa simples igreja paroquial, um ambão episcopal temporário é armado no lugar.
Além do ambão, a maioria das igrejas na Grécia e no Chipre têm também um púlpito elevado do lado esquerdo da nave, geralmente ligado a uma coluna e com alguns metros de altura, ao qual se acede por uma escada estreita. Ele é considerado como um elemento arquitetural simétrico ao trono episcopal, que fica na mesma posição à direita da nave. O púlpito e o trono geralmente têm características similares, geralmente construídos em pedra ou madeira esculpida. Este púlpito era utilizado principalmente para os sermões, pois facilitava a compreensão pela congregação, mas perdeu muito desta função depois que os modernos sistemas de difusão de voz foram instalados nas igrejas. A tradição dita que ele seja utilizado para a leitura dos "Doze Evangelhos da Paixão" durante a Matinais da Sexta-Feira Santa, um serviço realizado tarde da noite na Quinta-Feira Santa, um símbolo de que a Paixão de Cristo estaria sendo "transmitida" para que todos saibam.

## Protestantismo
Em algumas igrejas protestantes, o púlpito é considerado a mais importante peça de mobília do santuário, ficando numa posição central e elevada em relação à congregação reunida. É ali que o ministro fica e o móvel pode estar decorado por um antepêndio, um pano decorado que cobre o topo do púlpito e fica pendurado na frente. Flores também são utilizadas para decorá-lo.
No século XVIII, púlpitos com três andares se tornaram muito populares nos países de língua inglesa; o objetivo era destacar a importância relativa de cada uma das leituras proferidas dali. O andar mais baixo era utilizado para anúncios à comunidade, o do meio, para o Evangelho, e o de cima, reservado para o sermão.
Em muitas igrejas evangélicas, o púlpito fica no meio da plataforma e é geralmente a maior peça de mobília da igreja. O objetivo é simbolizar a proclamação da Palavra de Deus como o foco central de cada um dos serviços litúrgicos semanais. Nas igrejas evangélicas mais modernas, o púlpito pode ser muito menor, se existir, e é geralmente retirado do local no final do canto. Porém, quando existe, fica no meio da plataforma também.

### Igrejas presbiterianas
As igrejas presbiterianas tradicionais geralmente contam com um púlpito central, ou seja, um púlpito localizado no centro do presbitério, no lugar onde na maioria das igrejas está o altar ou a mesa da comunhão. Esta geralmente está ou na frente do púlpito ou ao lado, mas frequentemente nem está presente.
O objetivo é declarar que a Bíblia é o fundamento da fé, algo verdadeiro em todas as tradições cristãs, mas realçado mais fortemente por algumas do que por outras. Além disso, a "centralidade da Palavra" implica que a leitura e a pregação da Bíblia é o ponto alto do serviço religioso e, portanto, tem prioridade sobre os sacramentos.
Desde o final do século XIX, a tendência na maior parte das igrejas presbiterianas tem sido o retorno ao layout anterior à Reforma. Assim, muitas igrejas que tinham um púlpito central agora contam com um lateral.

## Galeria

### Púlpitos exteriores

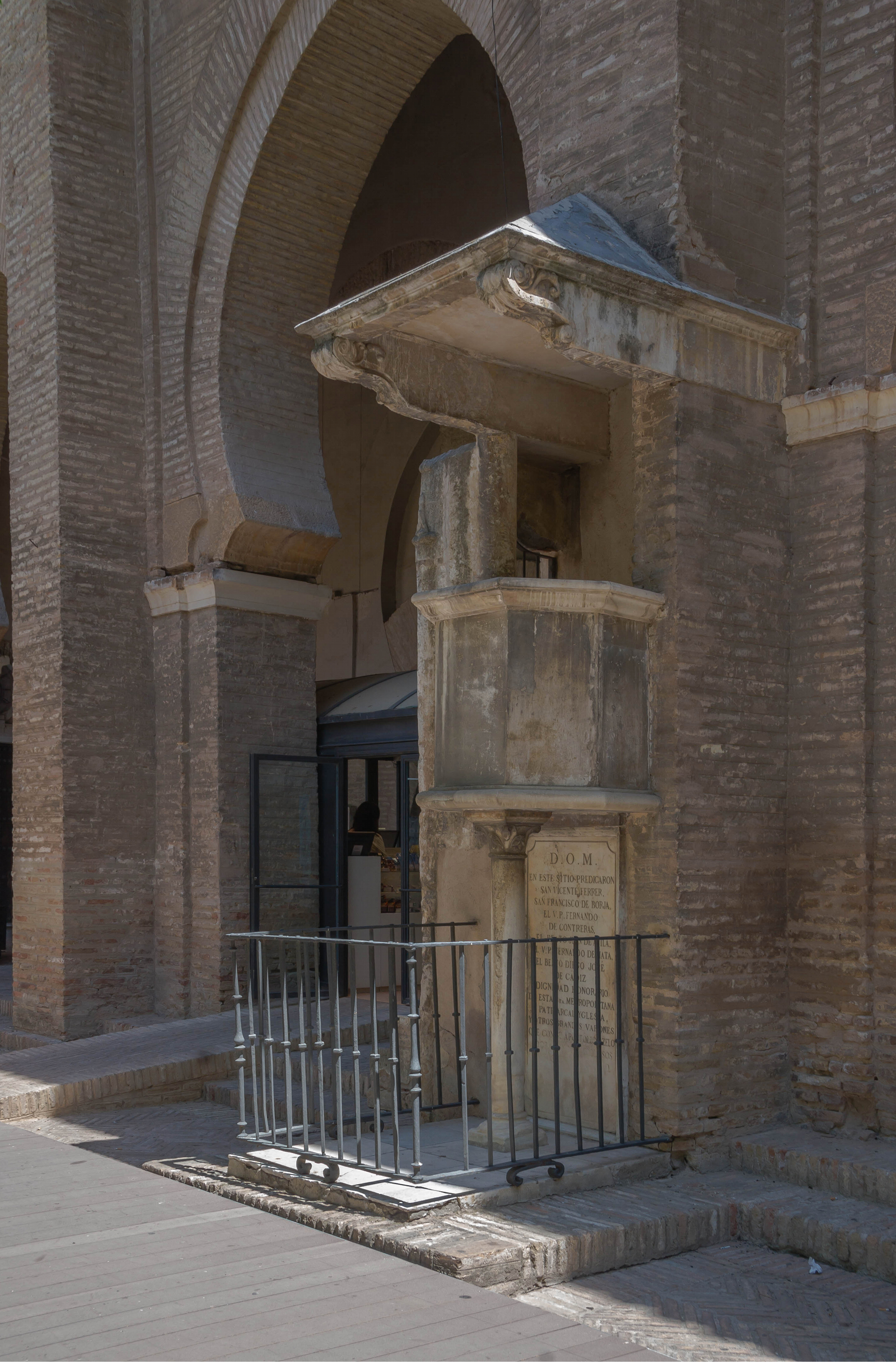
Catedral de Sevilha, Espanha.
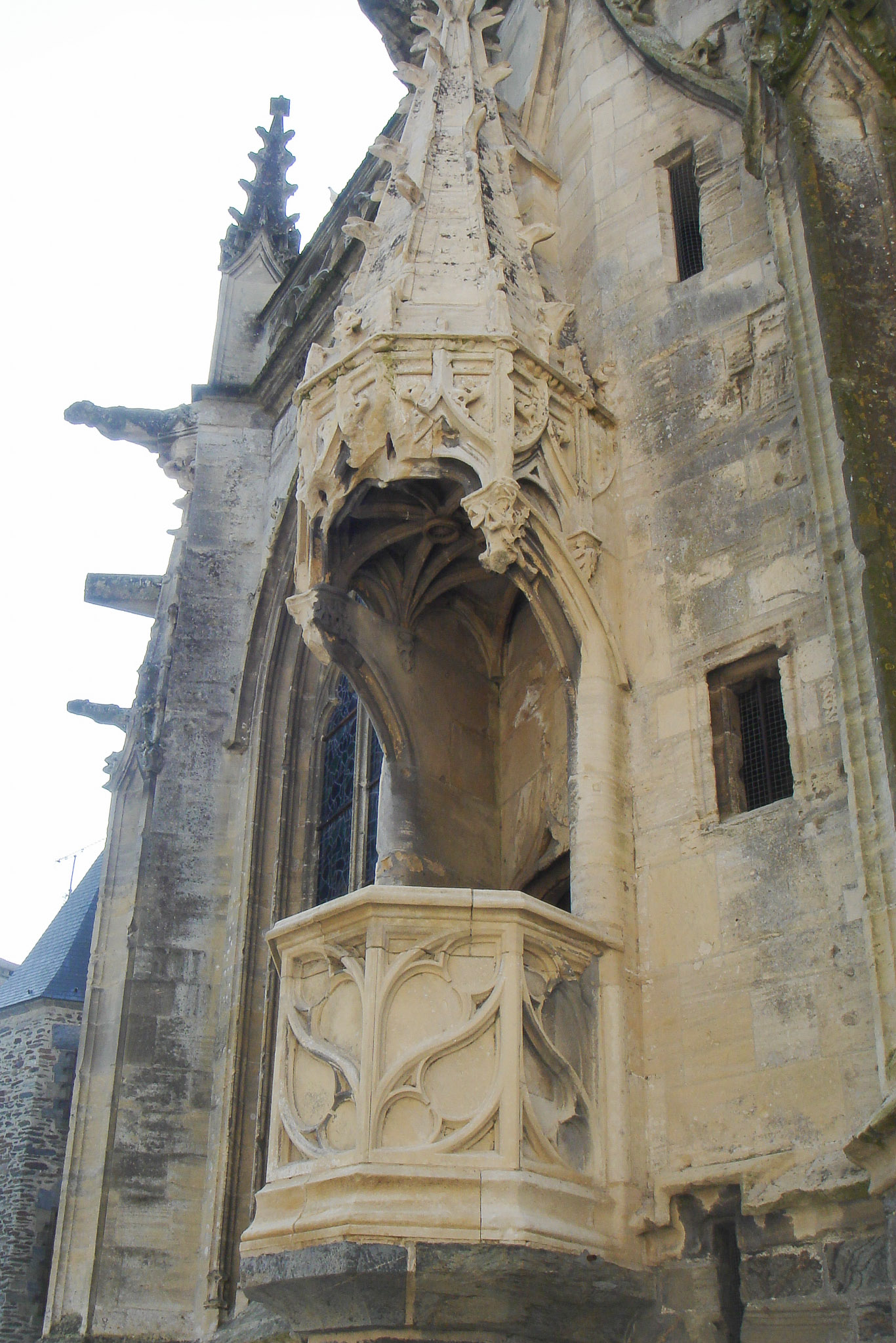
Notre-Dame de Saint-Lô, França.
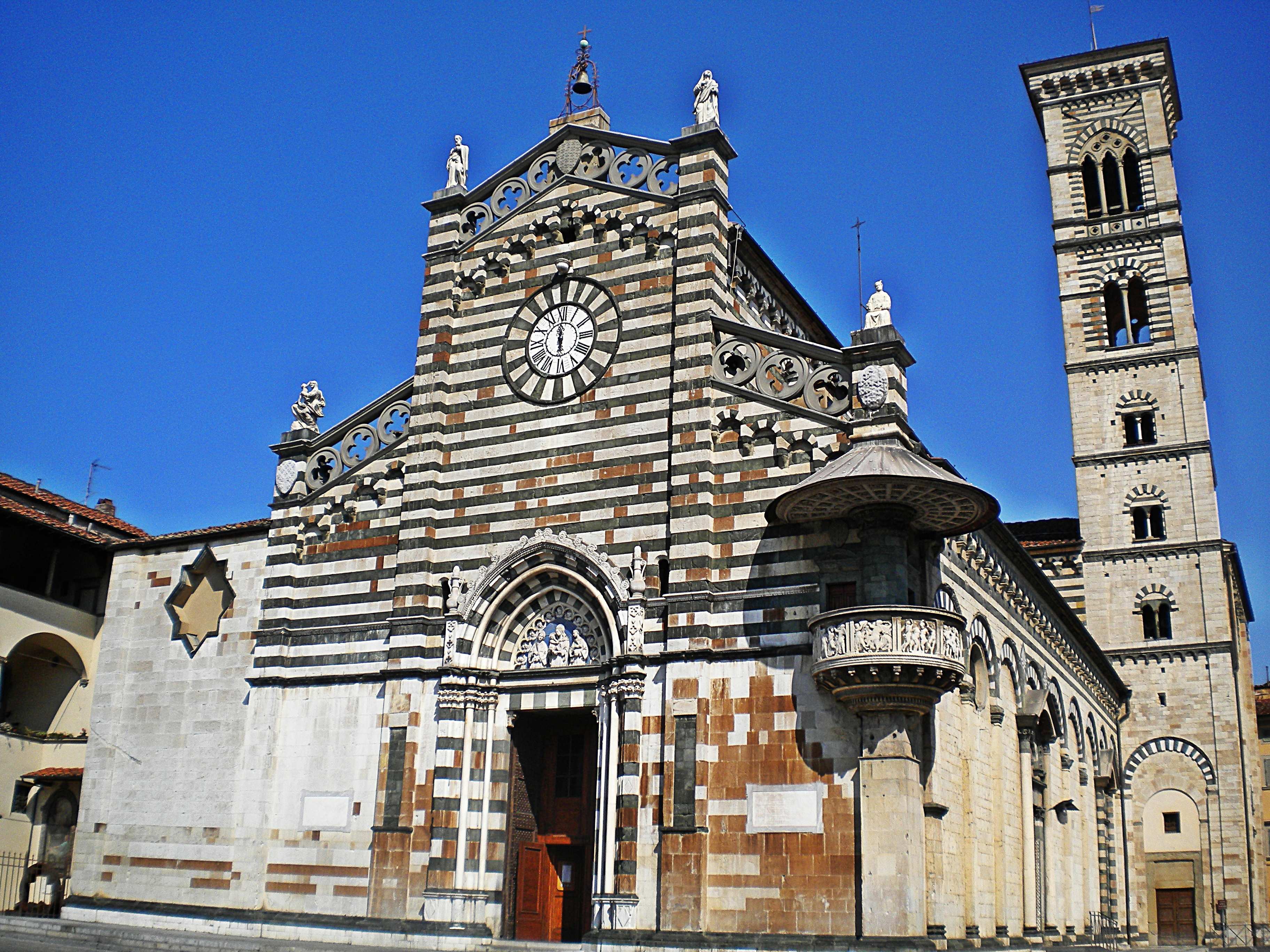
Catedral de Prato, Itália.
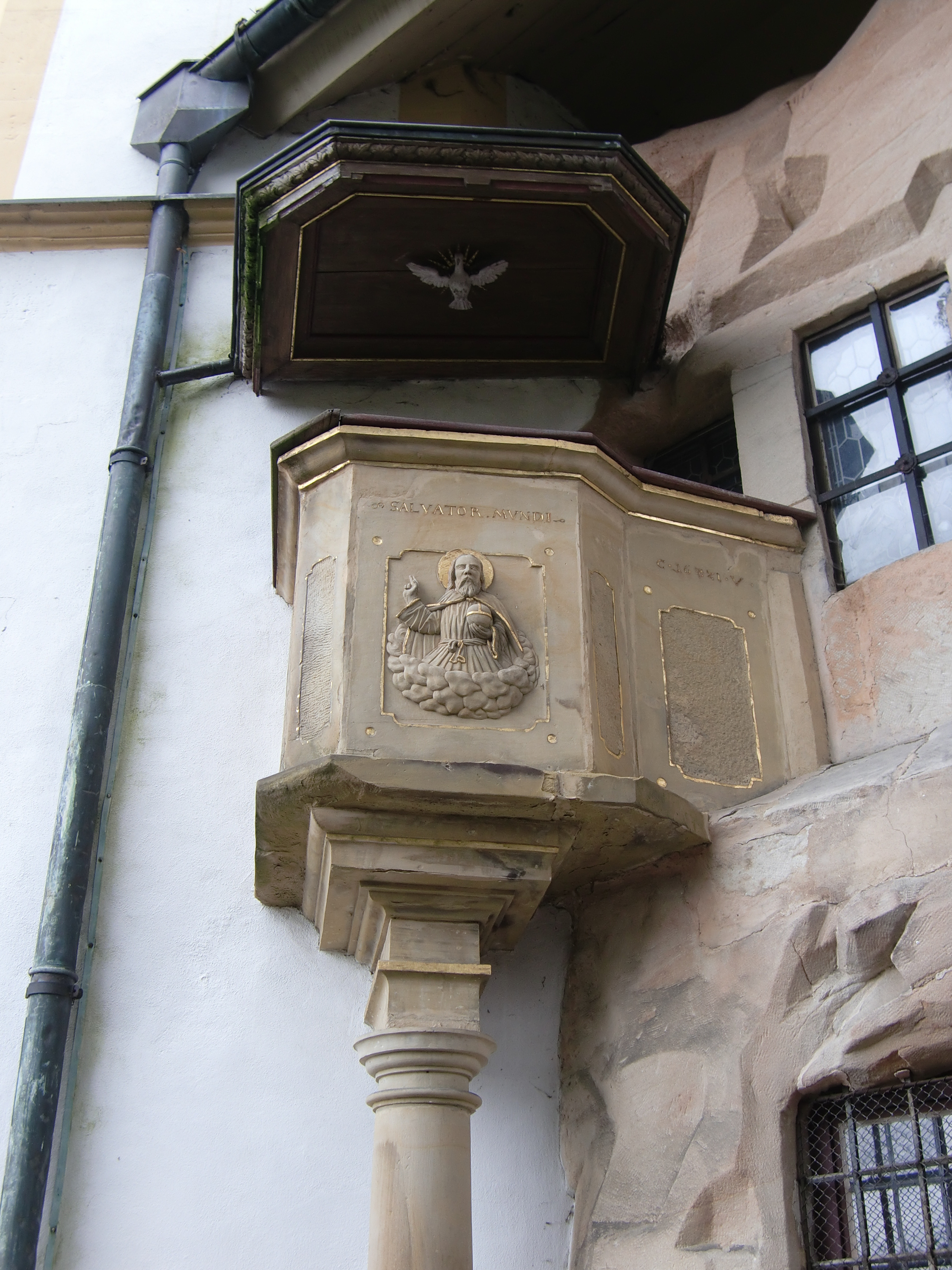
Igreja de São Salvador em Schwäbisch Gmünd, Alemanha.
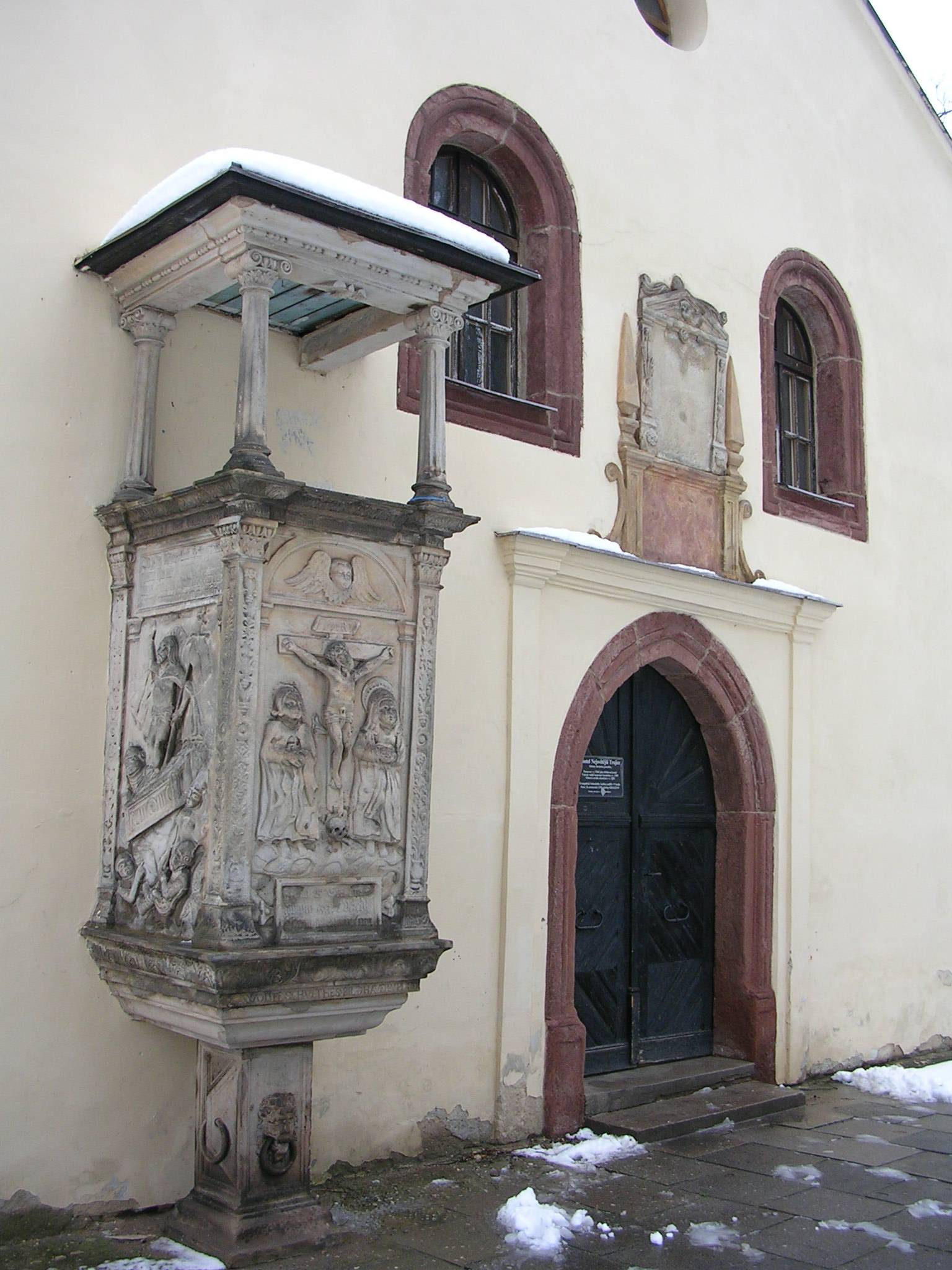
Igreja evangélica em Český Brod, República Checa.

### Púlpitos modernos

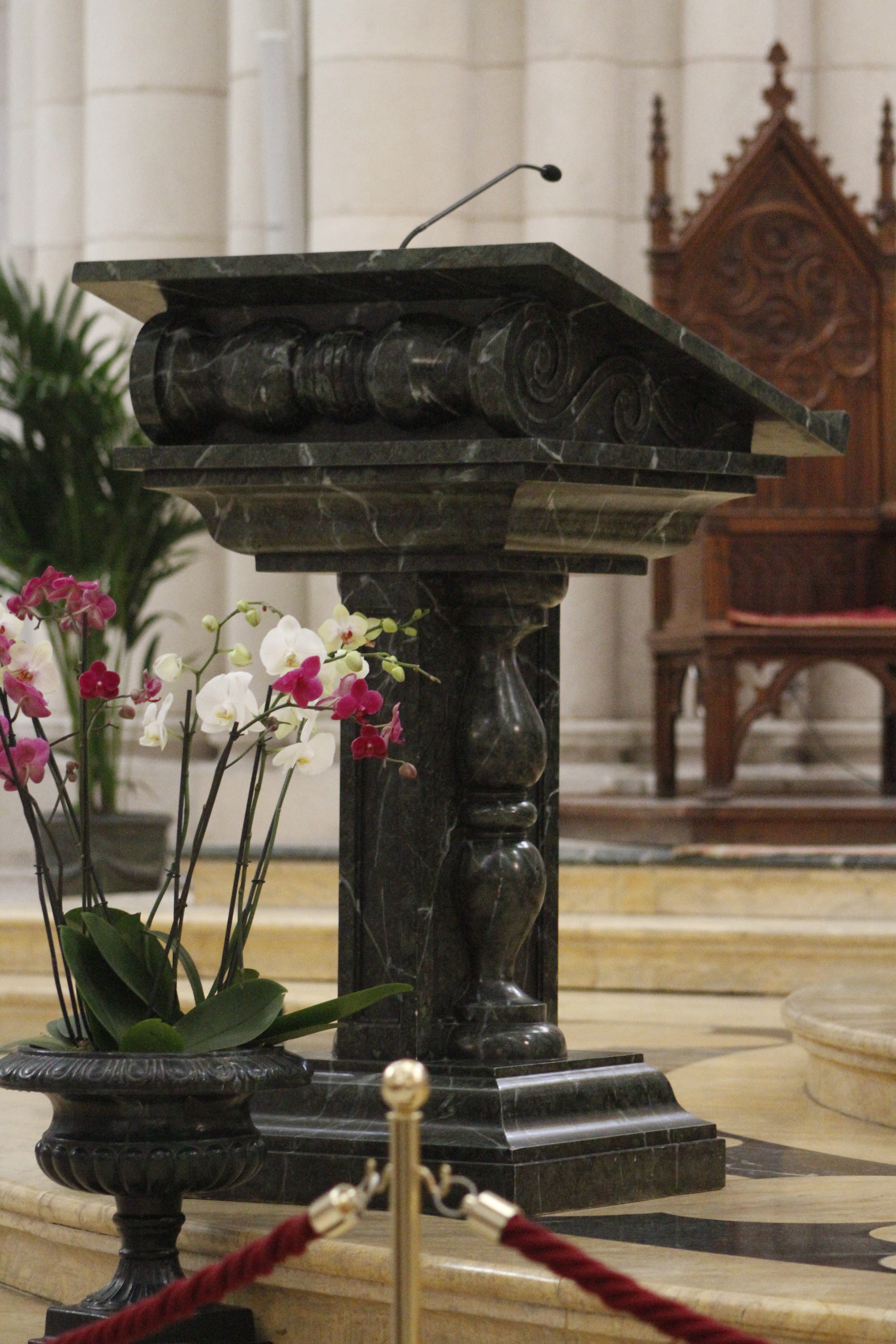
Catedral de Santa Maria a Real de Almudena, Madri.
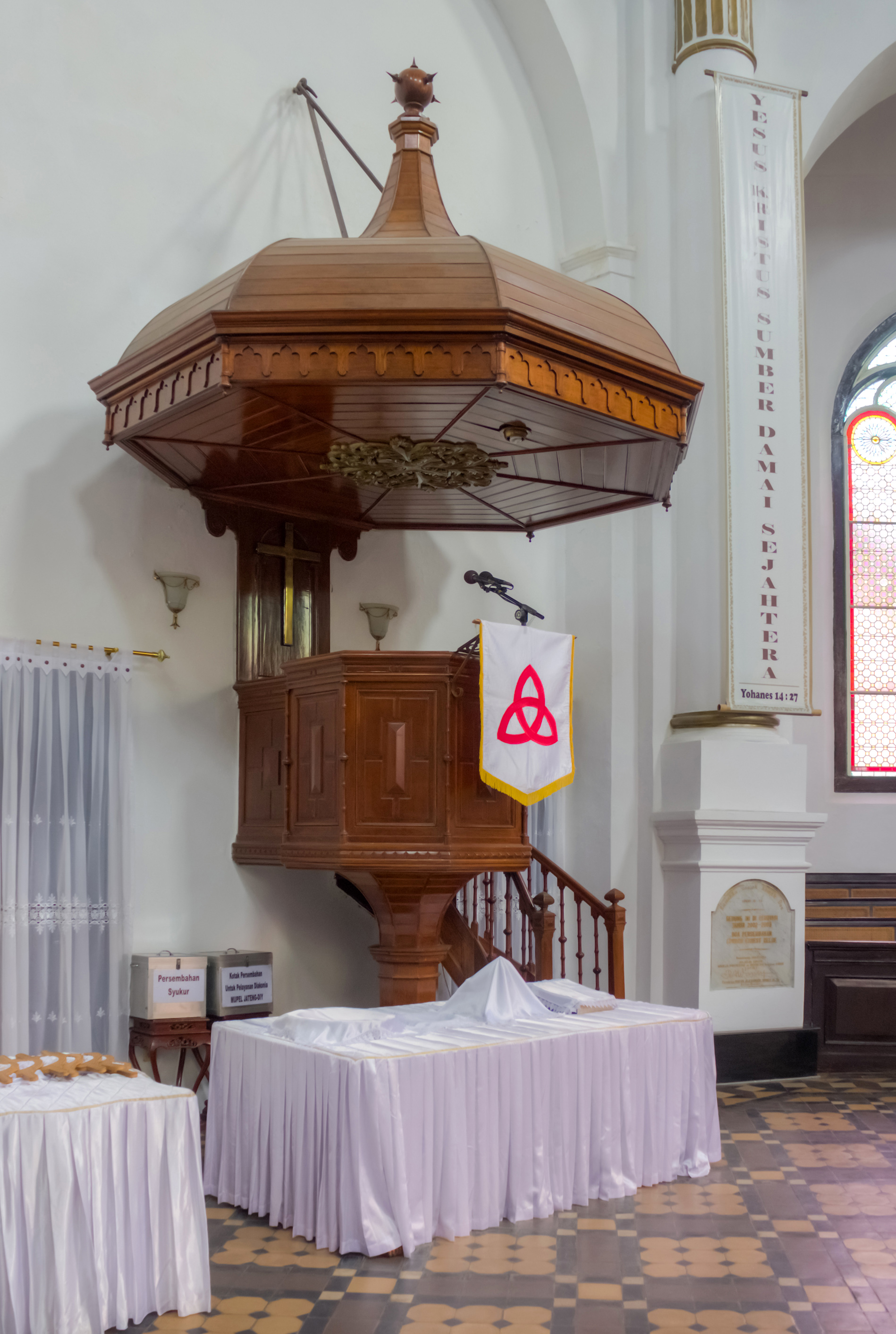
Igreja protestante em Semarang, Indonésia.
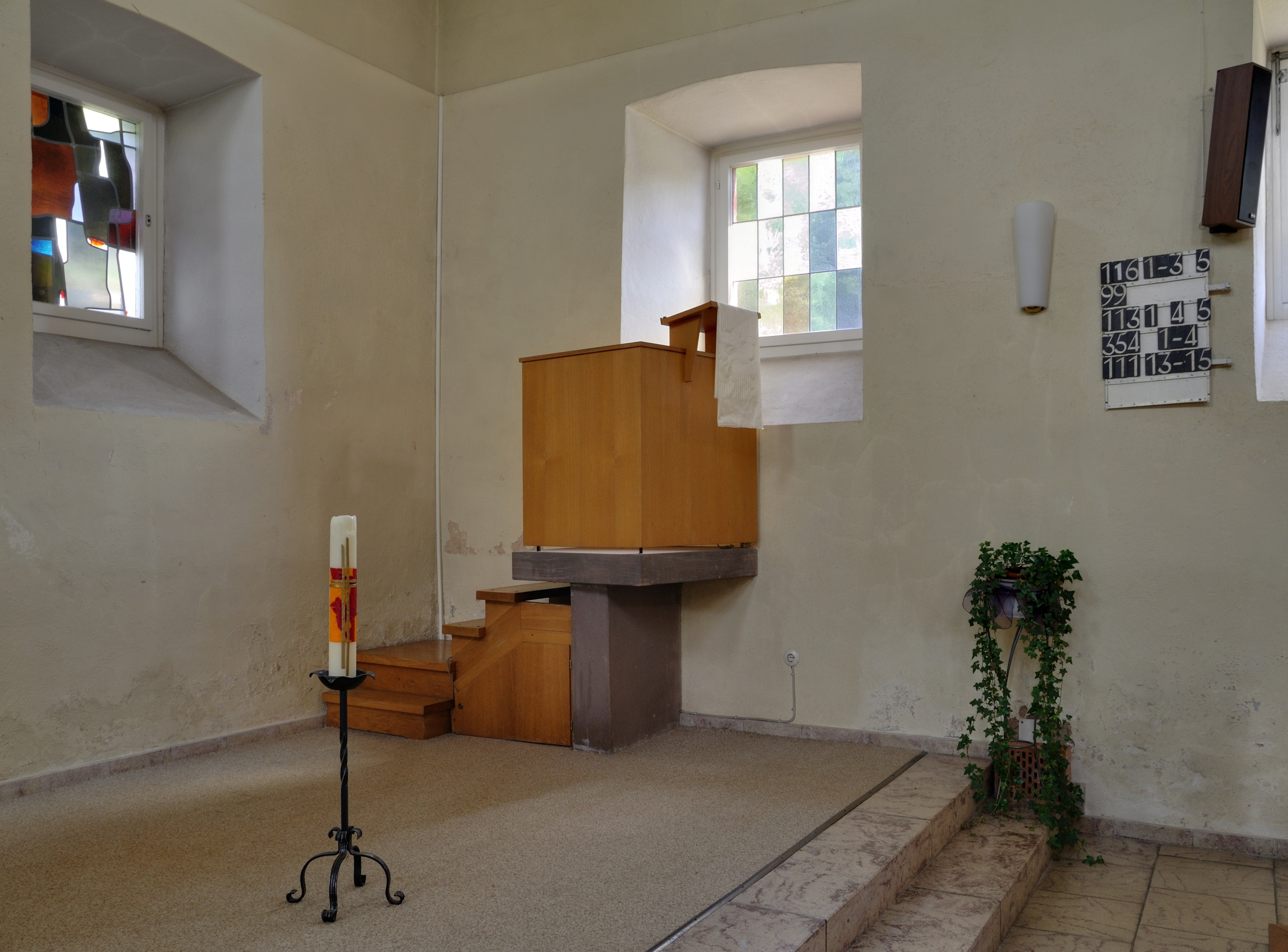
Igreja evangélica em Lörrach, Alemanha.
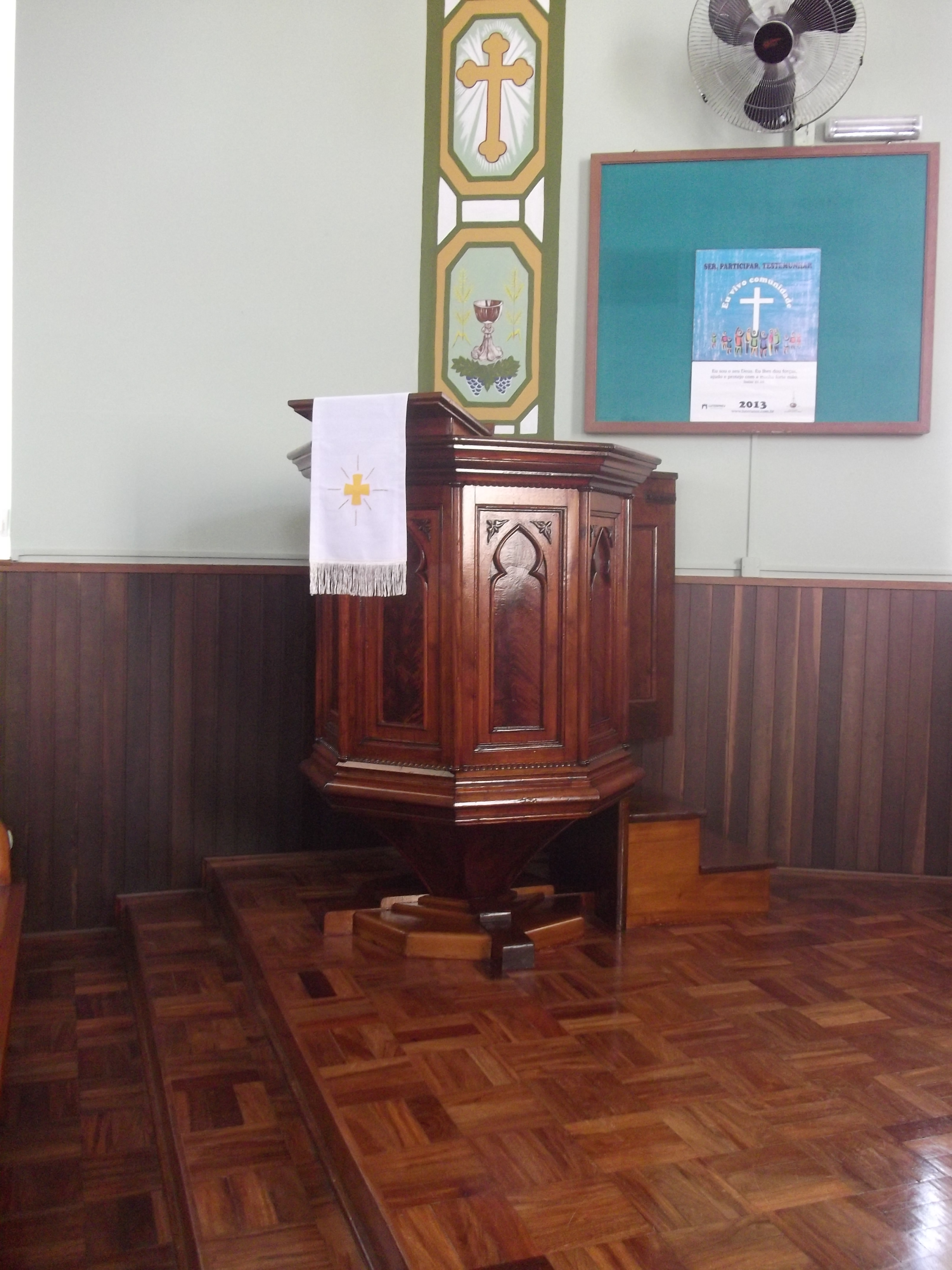
Igreja luterana em Nova Petrópolis, Brasil.
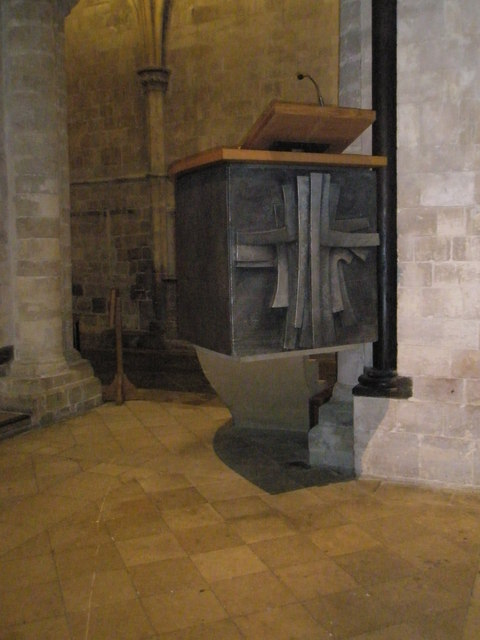
Catedral de Chichester, Inglaterra.
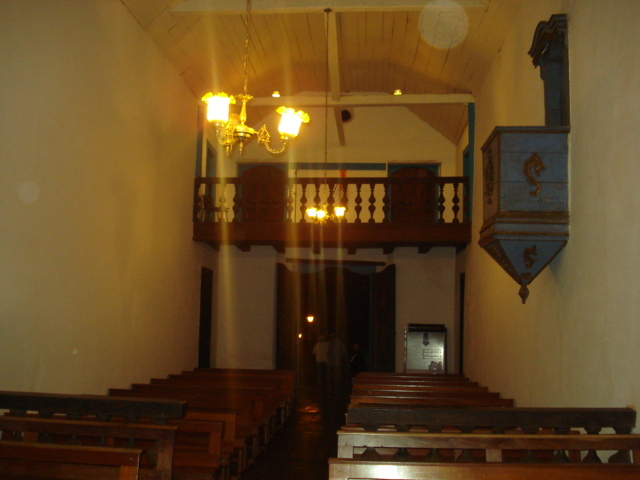
Igreja do Bonfim em Pirenópolis, Brasil.

### Púlpitos antigos

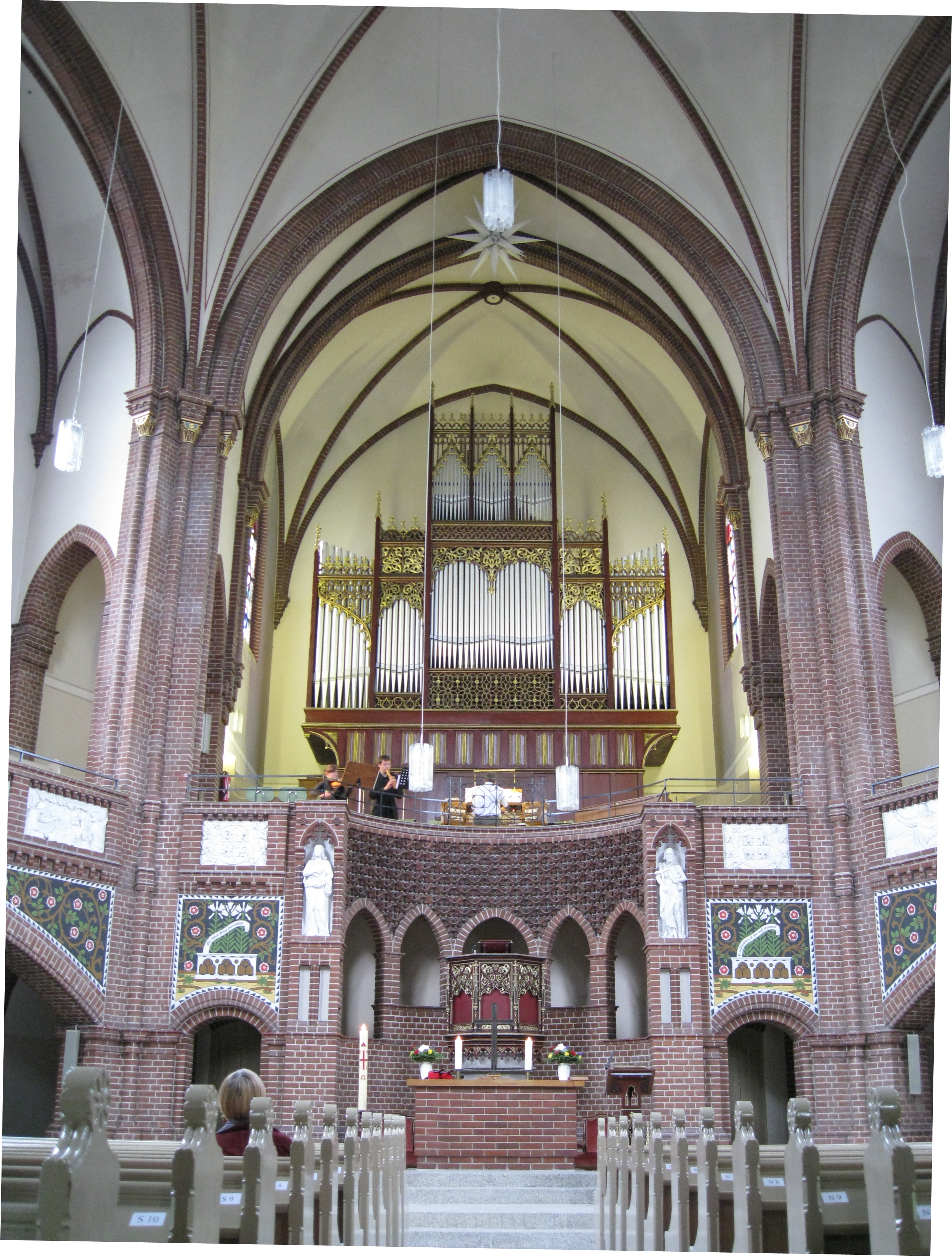
Púlpito central na Heilige-Geist-Kirche, em Berlim, Alemanha.
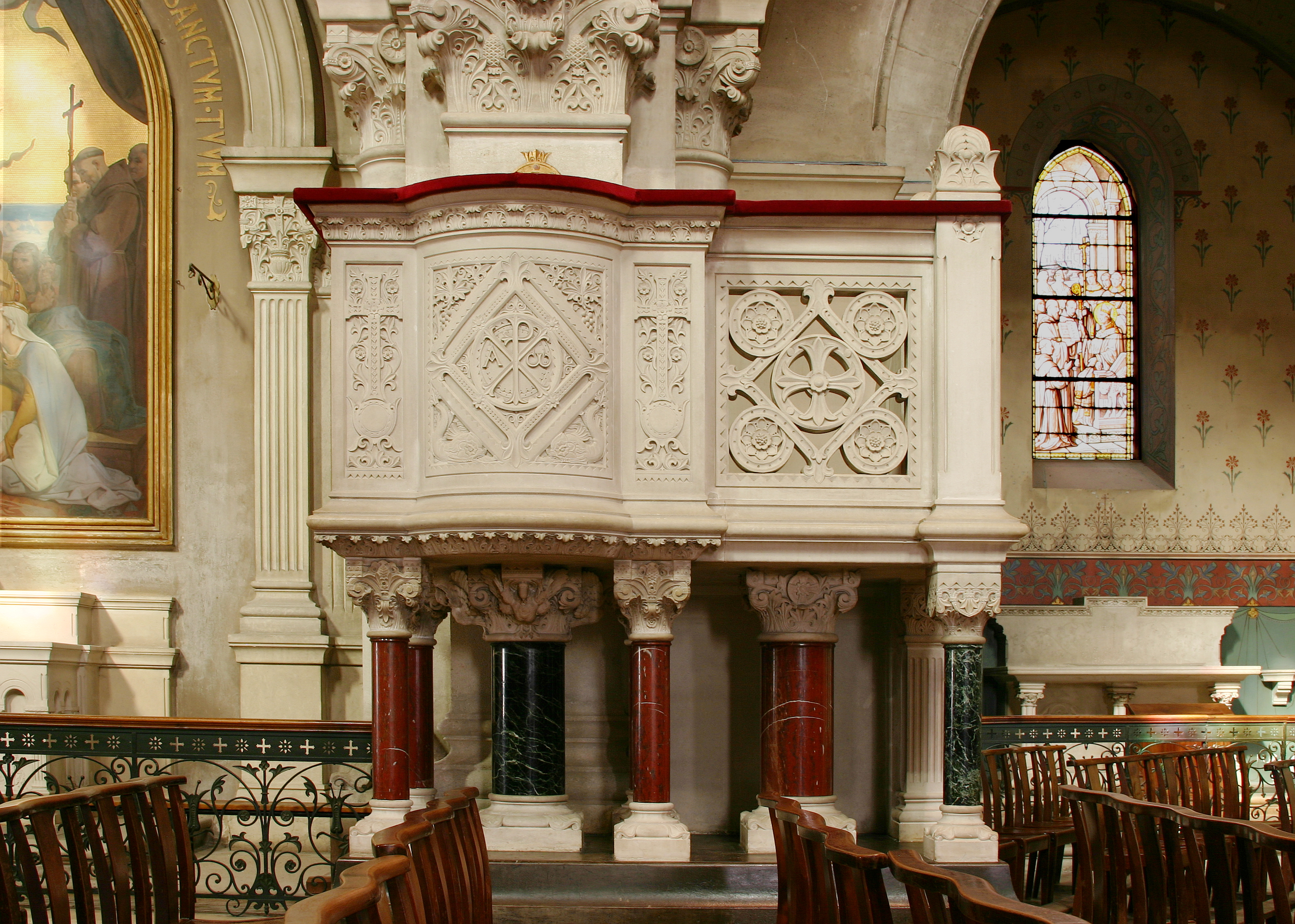
Cathédrale Notre-Dame-et-Saint-Castor, em Nimes, França.
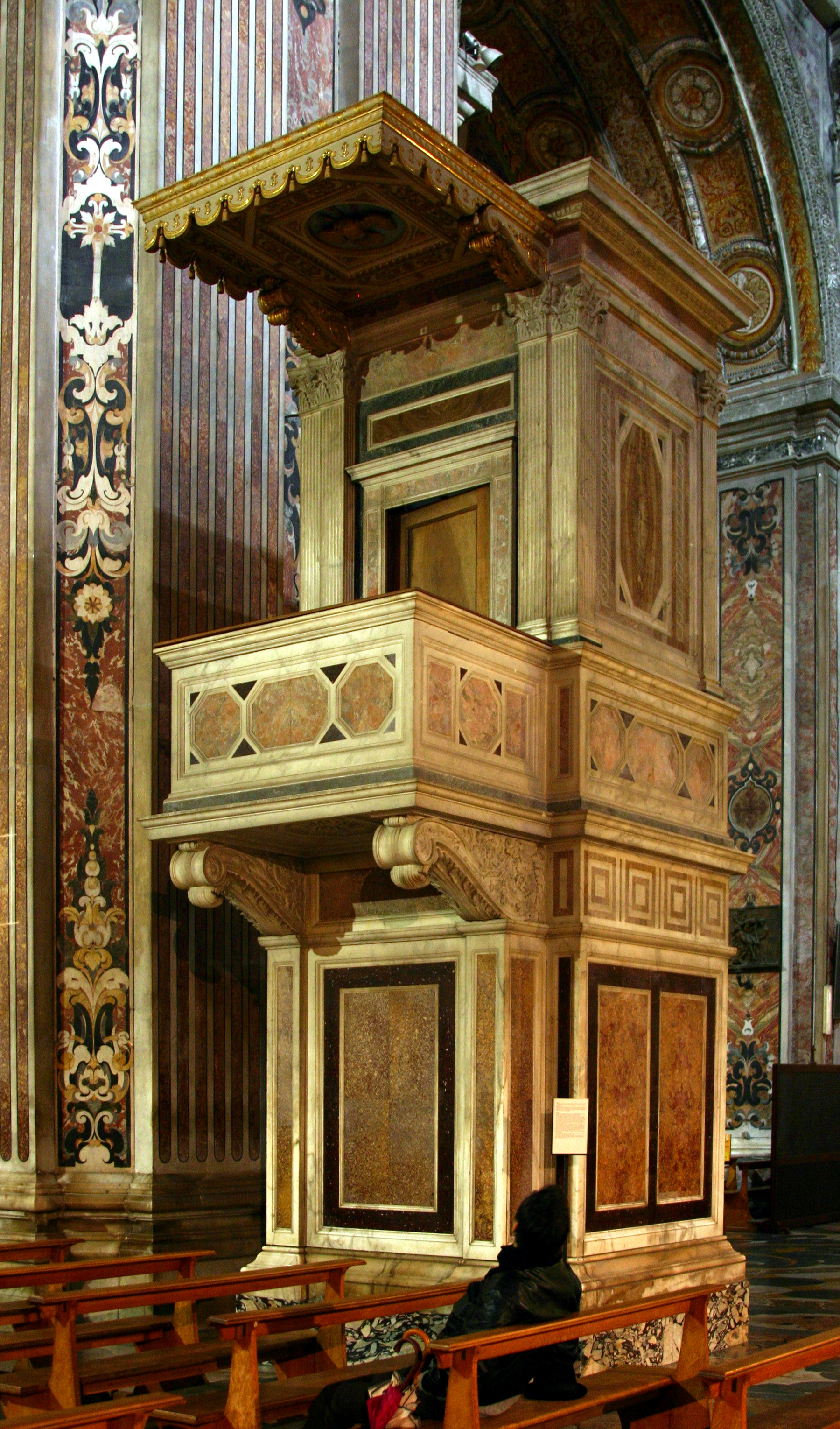
Igreja Gesú Nuovo, em Nápoles, Itália.
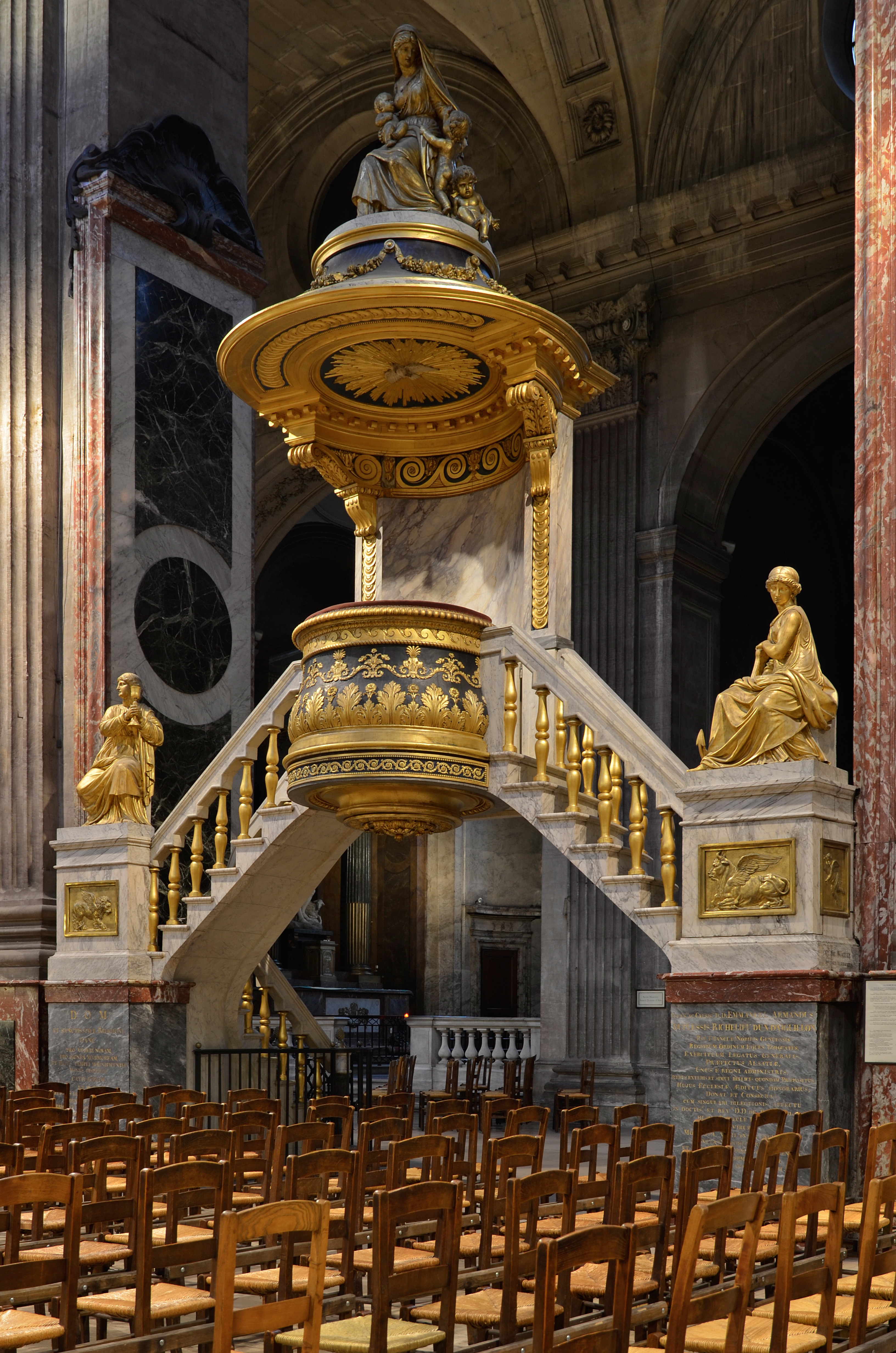
Igreja de São Sulpício, Paris.
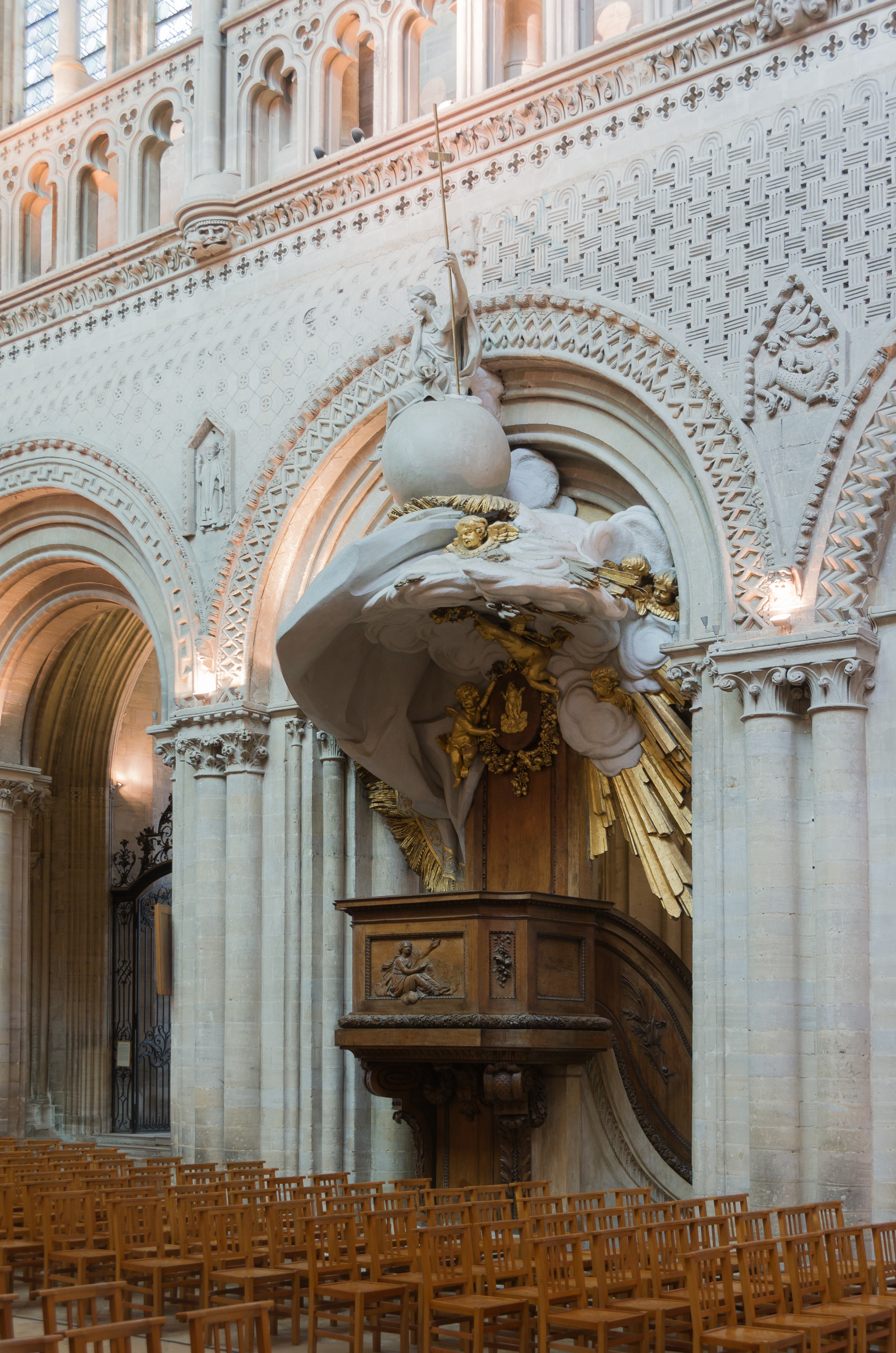
Catedral de Bayeux, França.
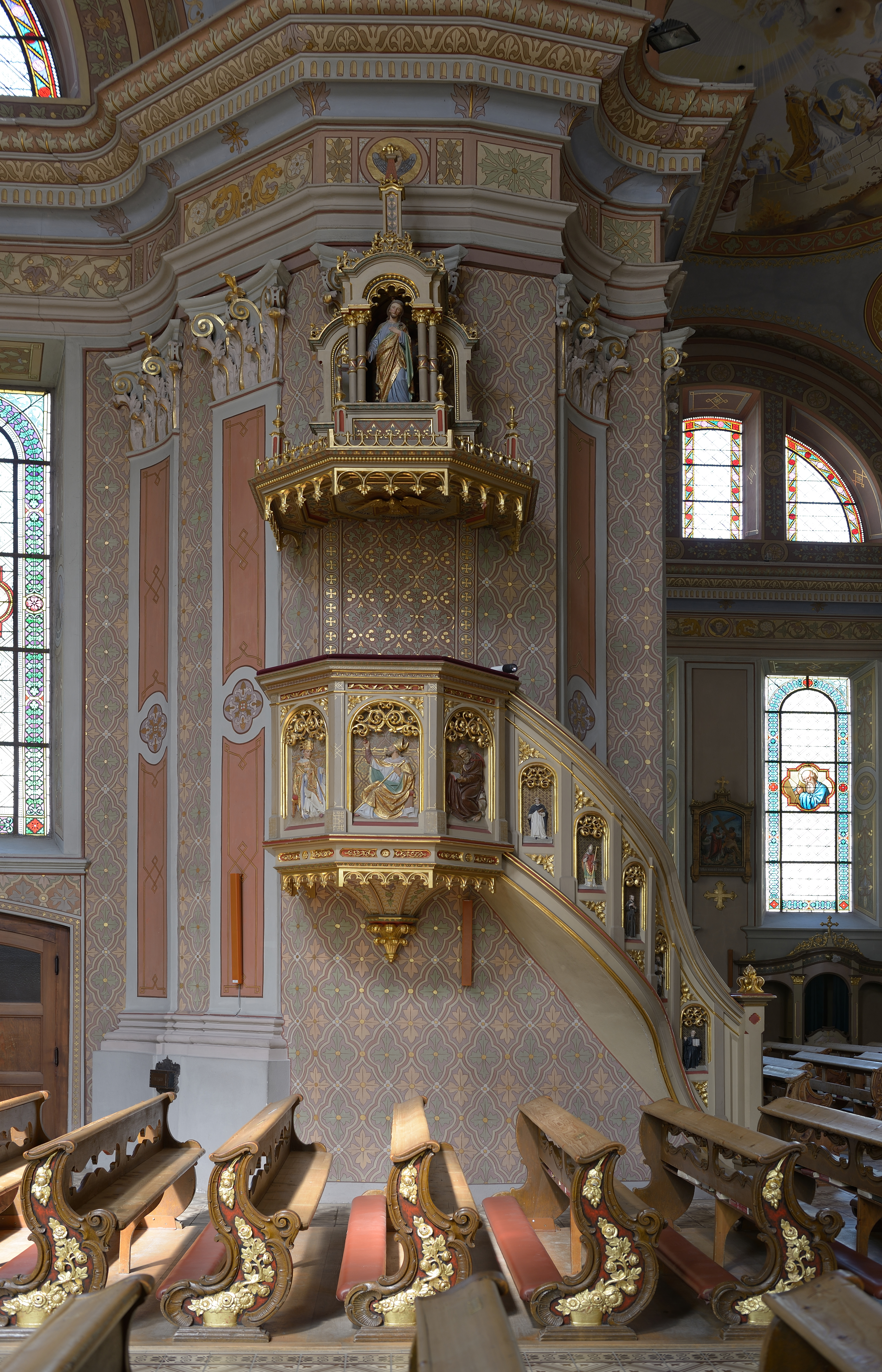
Sant'Ulrico e dell'Epifania del Signore, Ortisei, Itália.
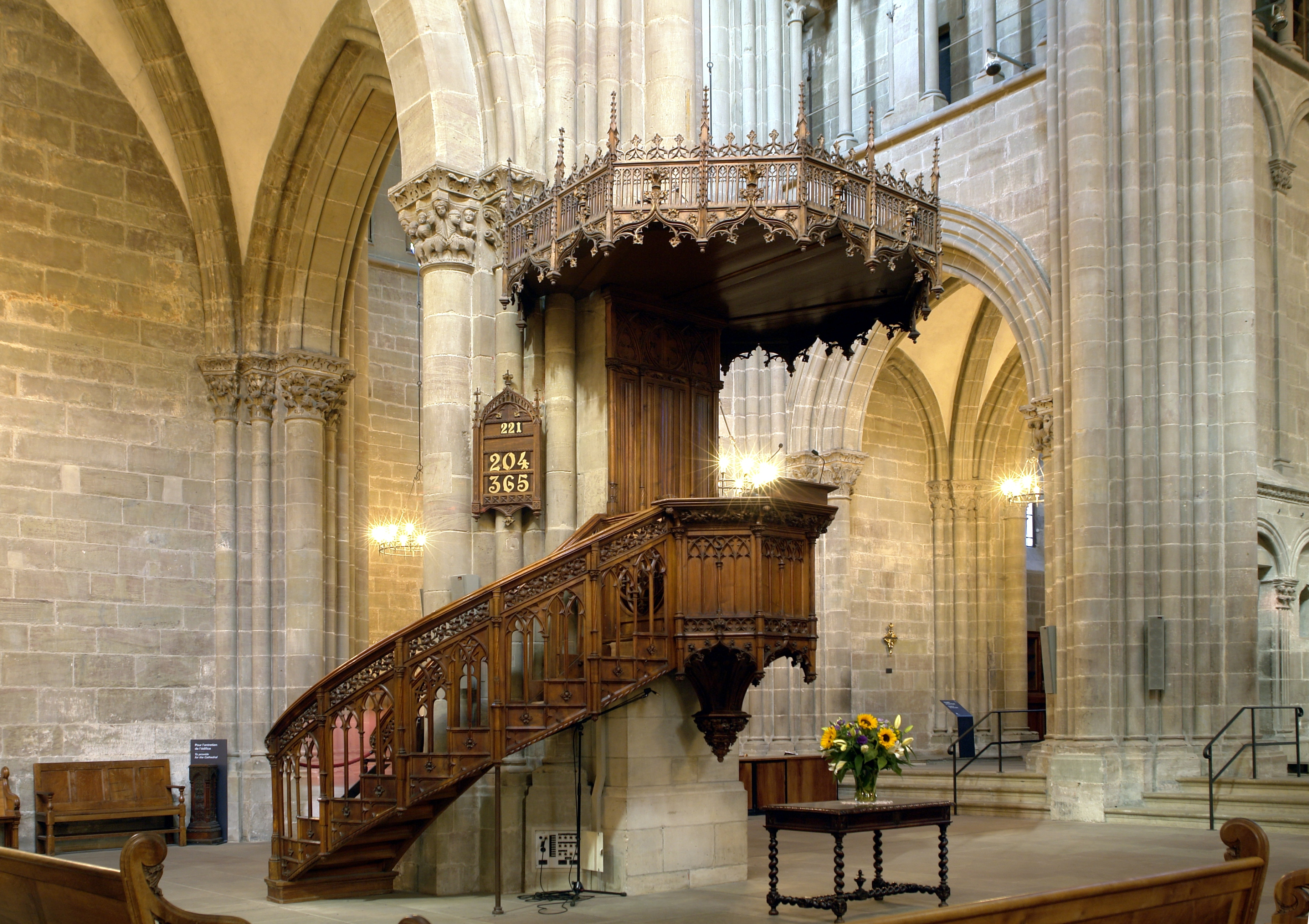
Catedral de Genebra, Suíça.
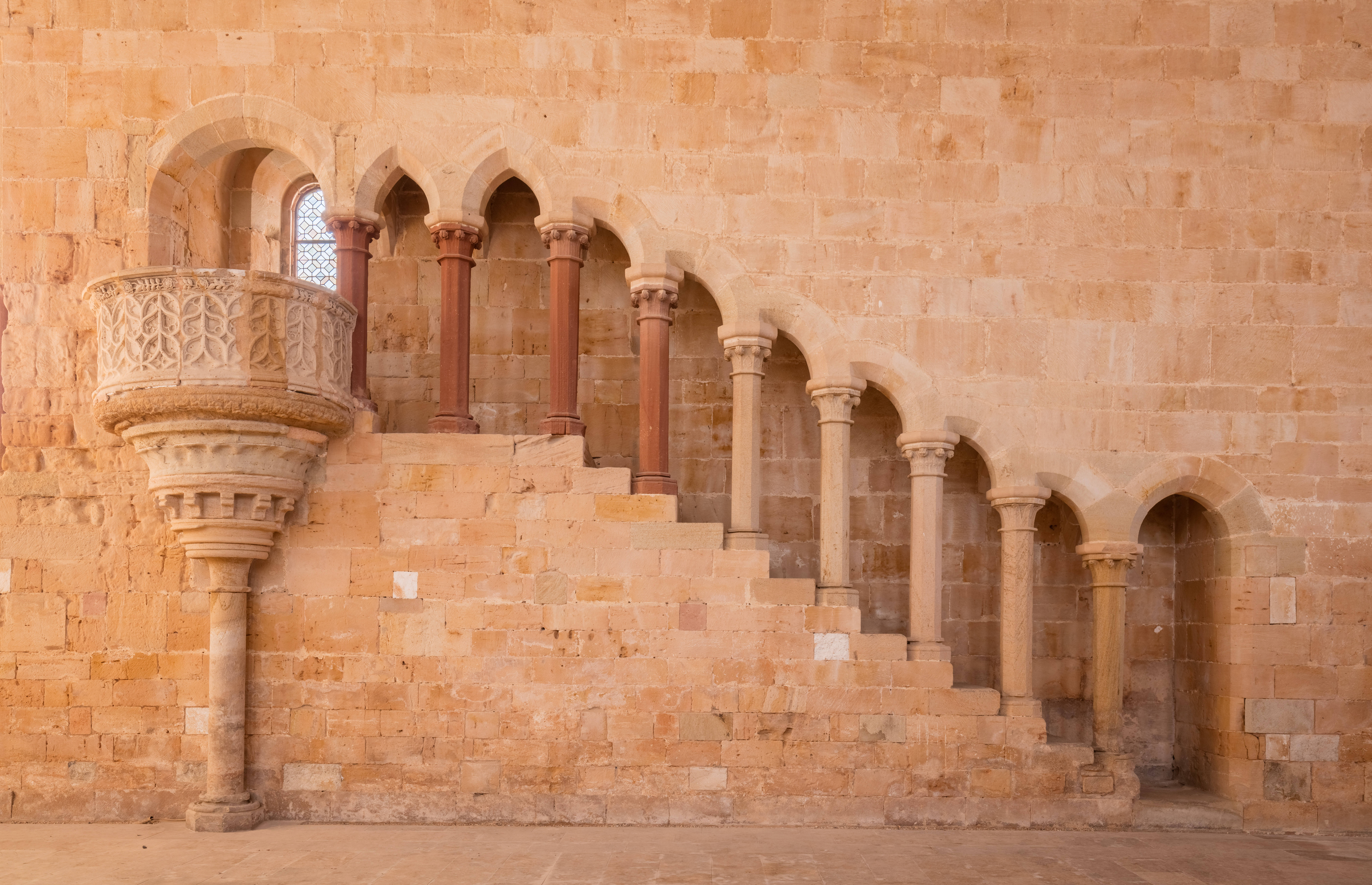
Mosteiro de Huerta, Espanha.
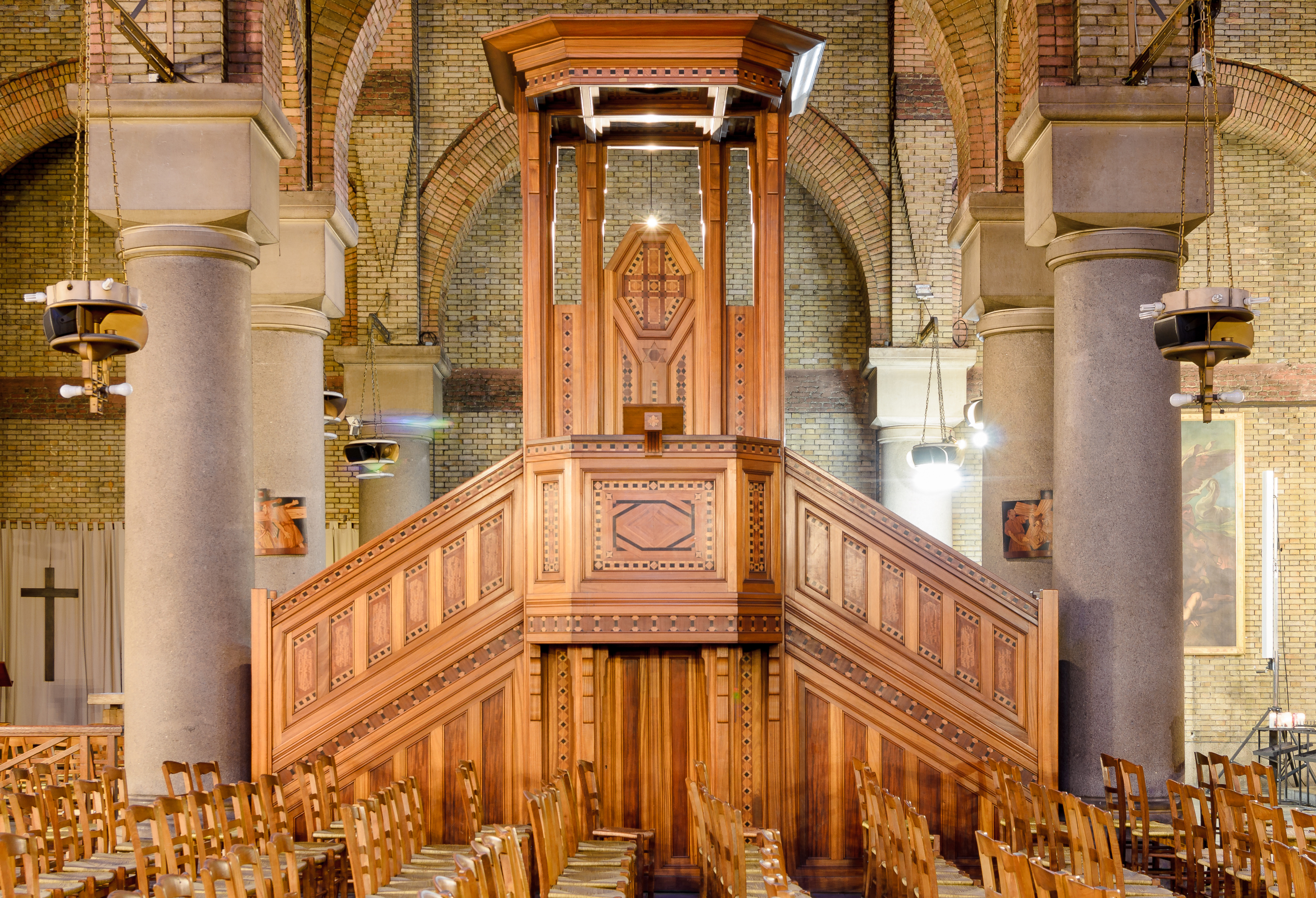
Église Saint-Michel des Batignolles, Paris.
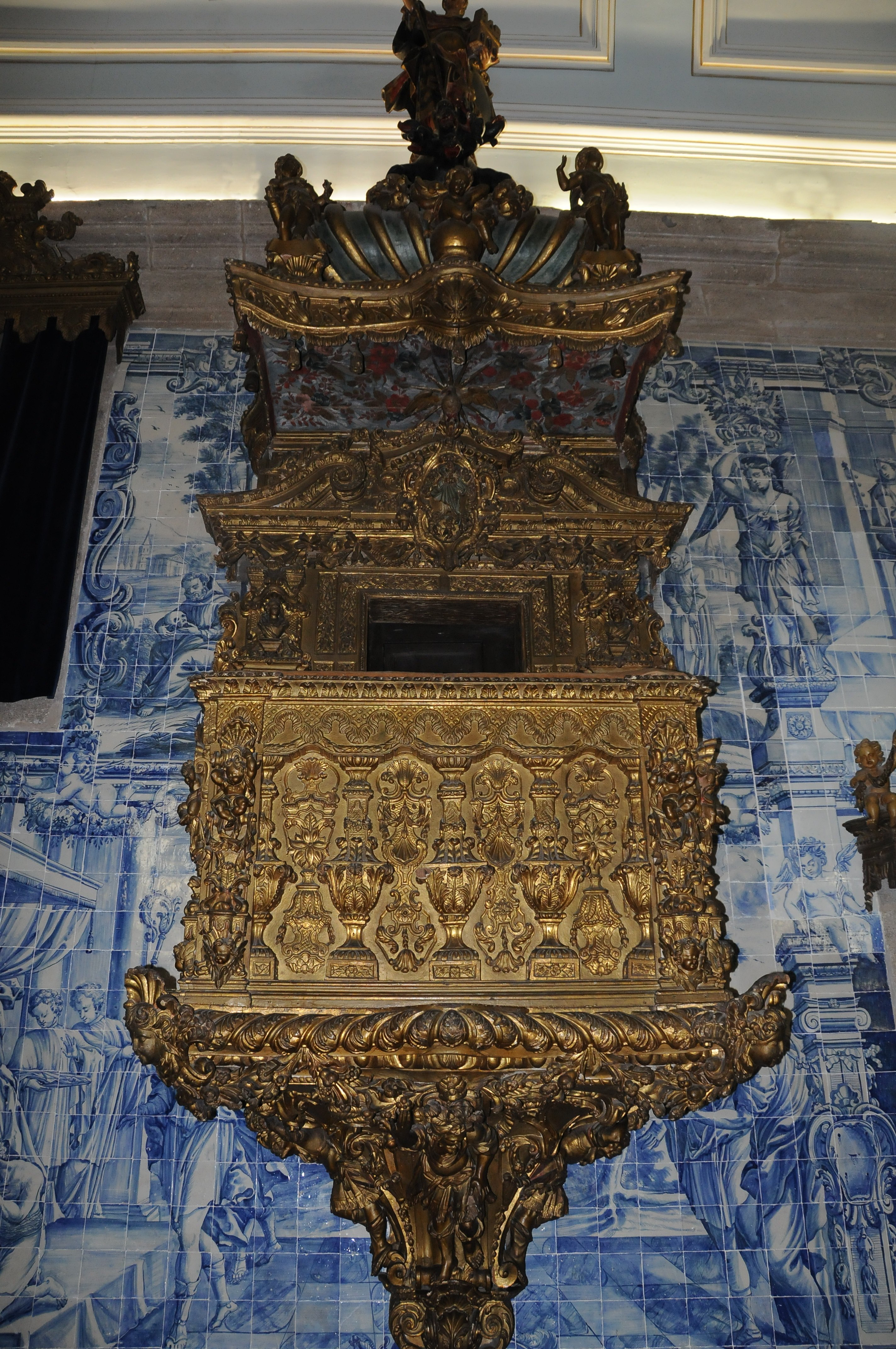
Igreja da Penha, Braga, Portugal.